# Mario Di Lazzaro
Mario Di Lazzaro (Roma, 14 ottobre 1926 – Roma, 17 dicembre 1996) è stato un matematico e politico italiano.

## Biografia
Si è laureato in matematica e fisica all'Università di Roma La Sapienza, è stato Professore ordinario di Ricerca Operativa e Matematica nelle facoltà di Economia e Commercio delle Università di Cagliari e Firenze. Successivamente preside all'Università LUISS di Roma, dove è stato titolare della cattedra di Matematica Finanziaria.
Tra le sue più importanti opere figura il trattato Lezioni di Matematica Finanziaria (CISU/1990).
È stato ministro del turismo e dello spettacolo nel breve Governo Fanfani VI nel 1987.
Nel 1992 è stato nominato Commissario della Consob (Commissione Nazionale per le Società e la Borsa), assieme ad Enzo Berlanda, presidente, Mario Bessone, Roberto Artoni ed Antonio Zurzolo.
È stato, in questa veste, uno dei principali artefici del passaggio dalla borsa "alle grida" al mercato telematico, attualmente in uso, ed è stato il promotore della contrattazione a contanti.

## I figli
Mario Di Lazzaro ha avuto due figli, Emanuela, Condirettore Centrale della Consob, Responsabile dell'Ufficio Rapporti con la Magistratura e Contenzioso e docente, e Fabrizio, Professore ordinario di Metodologie e Determinazioni Quantitative d'Azienda presso la Facoltà di Economia della Luiss Guido Carli.